# Штрик (дворянский род)
Штрик (нем. Stryk) — балтийско-немецкий дворянский род.

## Происхождение и история рода

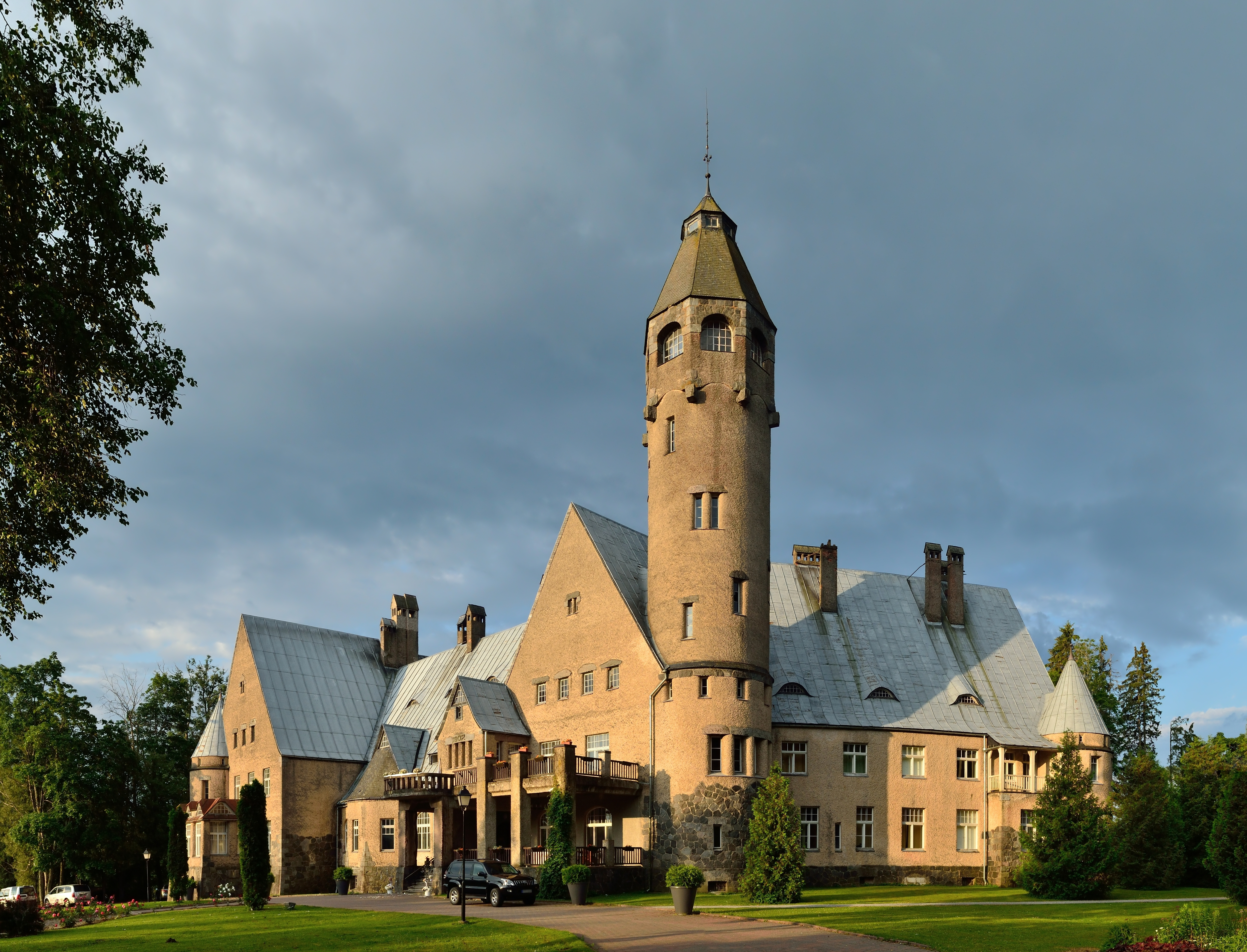
Усадьба Вагенкюль

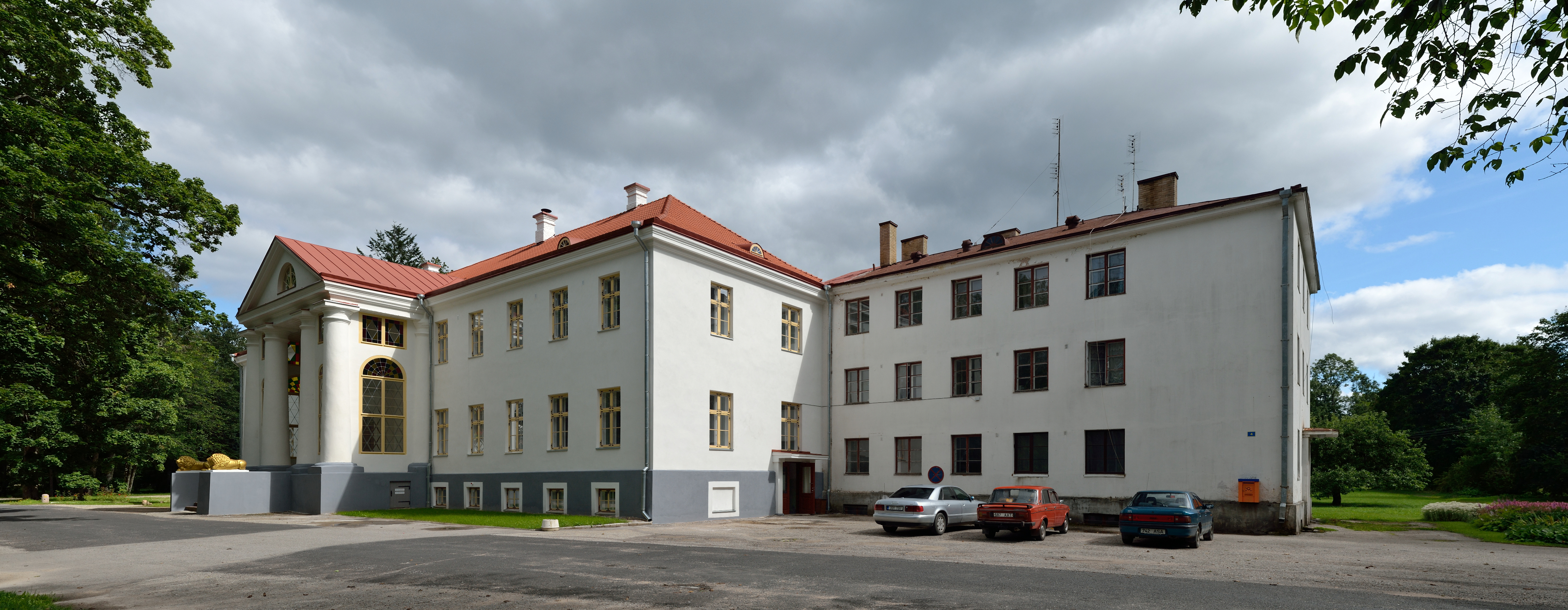
Усадьба Волтвети в Тихеметса

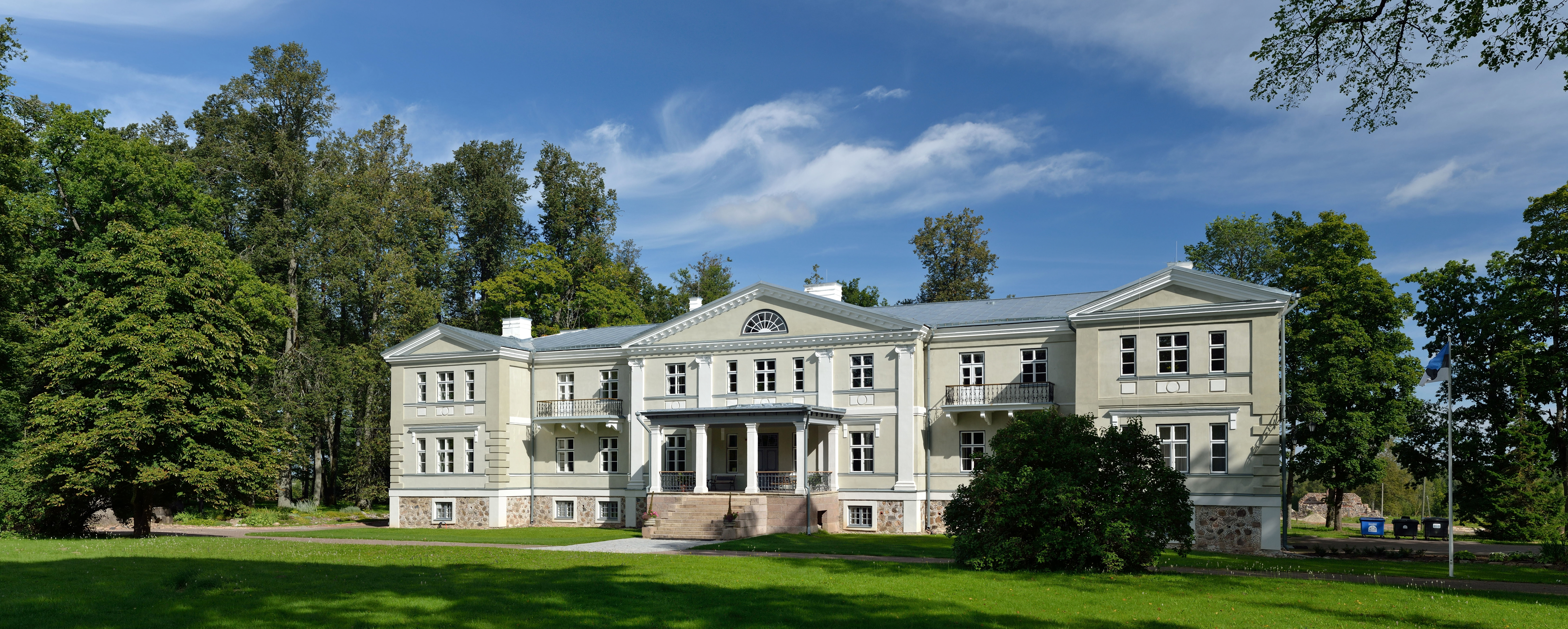
Усадьба Гросс-Кеппо

Подтвержденная линия Штриков начинается с «Вильгельма Фогета, прозванного Штриком» (умер после 1461), который упоминается в письме о вражде графа Адольфа VII фон Юлих-Берга в 1425 году. Его правнук Генрих Штрик (умер после 1578 года) вступил в Ливонский орден и был капитаном Нарвской крепости. После секуляризации ордена в 1562 году ему были пожалованы 35 хуторов в приходах Хельметского и Трикатского замков, его сын — Готтхард фон Штрик (ум. после 1597), потомственный феодал Морселя и капитан рыцарского ордена. Его старший сын, Генрих фон Штрик (ум. 1654), остался в Ливонии в отцовском поместье, которое он увеличил благодаря браку, включив в него Оттенкюлль в Вирумаа. Младший сын, Иоганн фон Штрик (ум. 1653), отправился в Швецию, стал полковником Хельфинского полка, губернатором Емтланда, Медельпада и Ангерманланда, а также наследственным лордом Скогс-Экебю и Норбю. Он женился на Бритте Скютте аф Сэтра и был возведён в дворянство в Шведском дворянском доме (№ 177) в 1631 году. Его род появился в Швеции под фамилией Штрюк, но пресекся в третьем поколении с Готтхардом Штрюком († 1733), который был полковником Вестманландского полка и был холостым. Во время шведского владычества в Видземе одна из ветвей рода перебралась в Швецию.
К этому роду также принадлежали Ганс Генрих фон Штрик (ум. 1726) — потомственный лорд Морселя, шведский окружной и судебный советник в Ливонии и Иоганн Андреас фон Штрик (1689—1740) — потомственного лорд Паллы, шведский капитан кавалерии и судья в Ливонии. Род разделился на две основные ветви: Морсель и Палла.
В 1745 году семья была зарегистрирована в Ливонском рыцарском ордене (№ 52).
Эдуард Теодор фон Штрик (* 1834; † 1900), потомственный лорд Эйхенхайна, был принят в Эстонское рыцарское общество 15 января 1881 года.
Род Штрик внесён в Рыцарский матрикул Эстляндской губернии.

## Известные представители
- Штрик, Александр Николаевич (1840 — не ранее 1897) — генерал-лейтенант, начальник штаба 18-го армейского корпуса.
- Штрик, Василий Богданович — генерал-майор, Георгиевский кавалер (полковник; № 5122; 1.12.1835).
- Штрик, Иван Антонович (1796—1852) — главный надзиратель Императорского Московского воспитательного дома.
- Штрик, Фёдор Борисович (?—1808) — генерал-майор, шеф Бутырского мушкетёрского полка, командир бригады в сражении при Аустерлице; Георгиевский кавалер (премьер-майор; № 1059 (544); 15.09.1794).

## Описание герба
Щит рассечен. В правом голубом поле серебряный полумесяц, рогами влево. В левом серебряном поле девять голубых (волнистых) капель (4+3+2). Щит увенчан коронованным дворянским шлемом. Нашлемник — между голубым и серебряным орлиными перьями малый рассеченный щит — в правом серебряном поле девять голубых (волнистых) капель (4+3+2), в левом голубом поле серебряный полумесяц, рогами вправо. Намет голубой с серебром..